# Шершель

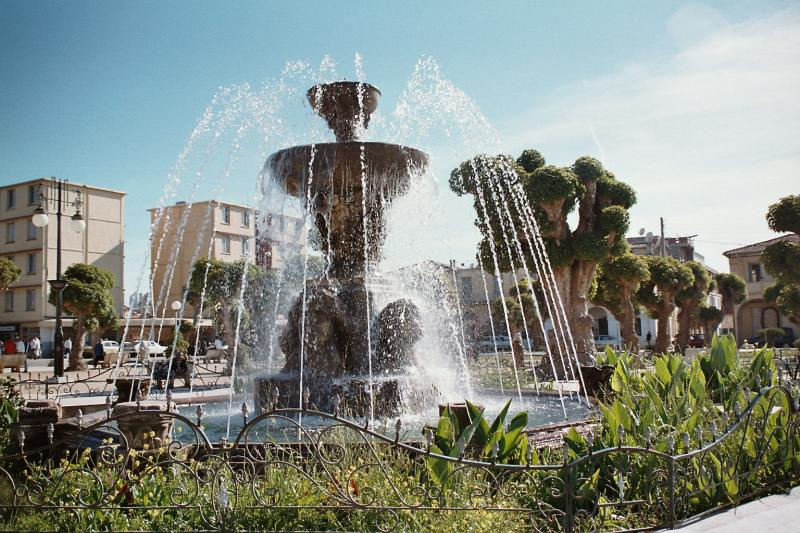
Фонтан на міській площі у Шершелі

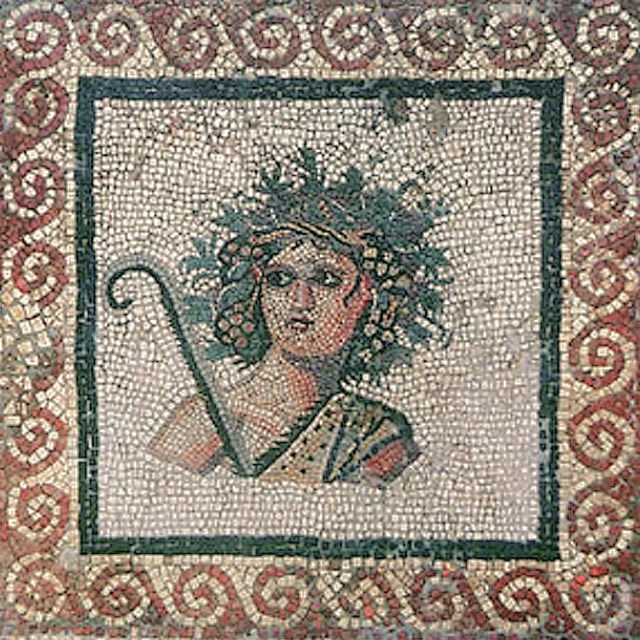
Римська мозаїка з зображення Бахуса, знайдена у Шершелі

Шерше́ль (араб. شرشال) — місто і порт в Алжирі у вілаєті Тіпаза, за 90 км від столиці держави.
Заснований фінікійцями під назвою Іол. У VI ст. до н. е. увійшов до складу карфагенської держави, після Другої пунічної війни — Нумідії, а після приєднання більшої частини Нумідії до Рима став столицею незалежного царства Мавретанія.
У 20 р. до н. е. мавретанський цар Юба II перейменував місто на Цезарею, або Цезарею Мавретанську, — на честь імператора Августа — і перебудував його в римському стилі. У 44 році Мавретанія була приєднана Клавдієм до Римської імперії, і Цезарея стала адміністративним центром провінції Мавретанія Цезарейська. У V ст. Цезарею спалили вандали, проте з поверненням африканських провінцій під візантійську владу місто було відбудоване.
У VIII ст. місто здобули араби. Сучасна назва — Шершель — є переінакшеним на берберський лад римським ім'ям міста.